# Anna Brogan
Anna Brogan (* 4. August 1997 in Glasgow, Schottland) ist eine britische Tennisspielerin.

## Karriere
Brogan spielt vor allem Turniere auf der ITF Women’s World Tennis Tour, wo sie bislang einen Einzel- und zwei Doppeltitel gewann.
2013 erhielt sie eine Wildcard für das Juniorinneneinzel der Wimbledon Championships, wo sie aber bereits in der ersten Runde gegen Hsu Ching-wen mit 3:6 und 4:6 verlor. Im Juniorinnendoppel erreichte sie mit Maia Lumsden das Achtelfinale.
2014 erhielt sie abermals eine Wildcard für das Juniorinneneinzel in Wimbledon, verlor aber ebenso wie ein Jahr zuvor bereits in der ersten Runde gegen die an Position drei der Setzliste gesetzte Tornado Alicia Black. Im Juniorinnendoppel, für das sie mit ihrer Partnerin Harriet Dart ebenfalls eine Wildcard erhielt, scheiterte die Paarung ebenfalls in der ersten Runde mit 6:4, 4:6 und 1:6 an Usue Maitane Arconada und Fanny Stollár. Im Dezember 2014 stand sie im Finale des mit 10.000 US-Dollar dotierten ITF-Turniers in Bogotá, wo sie mit 6:1, 0:6 und 1:6 gegen Victoria Bosio verlor.
Im letzten Jahr als Juniorin 2015 erreichte sie ihr bestes Ergebnis in Wimbledon, als sie mit Siegen über die topgesetzte Markéta Vondroušová und Katarina Sawazka das Achtelfinale im Juniorinneneinzel erreichte, wo sie dann aber Anastassija Potapowa mit 4:6 und 4:6 unterlag. Im Juniorinnendoppel erreichte sie mit Partnerin Freya Christie sogar das Halbfinale.
2022 spielt Brogan in der UK Pro League.

## College Tennis
Ab der Saison 2019 trat Brogan für die Tennismannschaft des Tyler Junior College in Tyler, Texas in der National Junior College Athletic Association an.

## Turniersiege

### Einzel
| Nr. | Datum        | Turnier | Kategorie | Belag     | Finalgegnerin     | Ergebnis |
| --- | ------------ | ------- | --------- | --------- | ----------------- | -------- |
| 1.  | 29. Mai 2022 | Tiflis  | ITF W25   | Hartplatz | Kryszina Dsmitruk | 6:3, 6:3 |

### Doppel
| Nr. | Datum             | Turnier | Kategorie   | Belag | Partnerin                      | Finalgegnerinnen                          | Ergebnis         |
| --- | ----------------- | ------- | ----------- | ----- | ------------------------------ | ----------------------------------------- | ---------------- |
| 1.  | 1. November 2014  | Pereira | ITF $10.000 | Sand  | María Fernanda Herazo Gonzales | Mariaryeni Gutierrez Alexandra Valenstein | 6:3, 6:2         |
| 2.  | 29. November 2014 | Bogotá  | ITF $10.000 | Sand  | María Fernanda Herazo Gonzales | Victoria Bosio Daniella Roldan            | 5:7, 6:4, [10:7] |